# Diocesi di Aguascalientes
La diocesi di Aguascalientes (in latino: Dioecesis de Aguas Calientes) è una sede della Chiesa cattolica in Messico suffraganea dell'arcidiocesi di Guadalajara. Nel 2022 contava 1.520.287 battezzati su 1.652.277 abitanti. È retta dal vescovo Juan Espinoza Jiménez.

## Territorio
La diocesi comprende per intero lo stato messicano di Aguascalientes; i comuni di Ojuelos e Villa Hidalgo e parte dei comuni di Teocaltiche, Encarnación de Díaz e Lagos de Moreno nello stato di Jalisco; parte dei comuni di Loreto, Villa García e Pinos nello stato di Zacatecas.
Sede vescovile è la città di Aguascalientes, dove si trova la cattedrale di Nostra Signora Assunta (Nuestra Señora de la Asunción). Il 15 agosto ricorre la festa dell'Assunzione, celebrata con processioni che partono da diversi punti della città.
Il territorio si estende su una superficie di 11.038 km² ed è suddiviso in 125 parrocchie, raggruppate in 18 decanati.

## Storia
La diocesi è stata eretta il 27 agosto 1899 con la bolla Apostolica Sedes di papa Leone XIII, ricavandone il territorio dall'arcidiocesi di Guadalajara.
Nel maggio del 1990 ha ricevuto la visita pastorale di papa Giovanni Paolo II.

## Cronotassi dei vescovi
Si omettono i periodi di sede vacante non superiori ai 2 anni o non storicamente accertati.
- Sede vacante (1899-1902)

- José María de Jesús Portugal y Serratos, O.F.M. † (30 maggio 1902 - 27 novembre 1912 deceduto)
- Ignacio Valdespino y Díaz † (10 gennaio 1913 - 11 maggio 1928 deceduto)
- José de Jesús López y González † (20 settembre 1929 - 11 novembre 1950 deceduto)
- Salvador Quezada Limón † (20 ottobre 1951 - 28 gennaio 1984 ritirato)
- Rafael Muñoz Núñez † (1º giugno 1984 - 18 maggio 1998 dimesso)
- Ramón Godínez Flores † (18 maggio 1998 - 20 aprile 2007 deceduto)
- José María de la Torre Martín † (31 gennaio 2008 - 14 dicembre 2020 deceduto)
- Juan Espinoza Jiménez, dal 23 dicembre 2021

## Statistiche
La diocesi nel 2022 su una popolazione di 1.652.277 persone contava 1.520.287 battezzati, corrispondenti al 92,0% del totale.
| anno | popolazione | popolazione | popolazione | presbiteri | presbiteri | presbiteri | presbiteri                | diaconi | religiosi | religiosi | parrocchie |
| anno | battezzati  | totale      | %           | numero     | secolari   | regolari   | battezzati per presbitero | diaconi | uomini    | donne     | parrocchie |
| ---- | ----------- | ----------- | ----------- | ---------- | ---------- | ---------- | ------------------------- | ------- | --------- | --------- | ---------- |
| 1948 | 257.804     | 260.500     | 99,0        | 114        | 107        | 7          | 2.261                     |         | 7         | 337       | 21         |
| 1958 | 265.000     | 266.908     | 99,3        | 145        | 134        | 11         | 1.827                     |         |           | 330       | 22         |
| 1963 | 313.000     | 314.097     | 99,7        | 150        | 137        | 13         | 2.086                     |         | 49        | 370       | 24         |
| 1970 | 438.936     | 440.936     | 99,5        | 150        | 136        | 14         | 2.926                     |         | 59        | 474       | 27         |
| 1976 | 535.000     | 540.936     | 98,9        | 151        | 135        | 16         | 3.543                     |         | 42        | 535       | 33         |
| 1980 | 549.000     | 555.000     | 98,9        | 149        | 131        | 18         | 3.684                     |         | 69        | 511       | 36         |
| 1990 | 1.005.500   | 1.026.000   | 98,0        | 182        | 159        | 23         | 5.524                     |         | 64        | 538       | 64         |
| 1999 | 1.452.500   | 1.475.000   | 98,5        | 253        | 211        | 42         | 5.741                     |         | 97        | 591       | 79         |
| 2000 | 1.472.500   | 1.495.000   | 98,5        | 259        | 214        | 45         | 5.685                     |         | 99        | 595       | 79         |
| 2001 | 1.472.500   | 1.495.000   | 98,5        | 270        | 225        | 45         | 5.453                     |         | 99        | 595       | 79         |
| 2002 | 1.503.500   | 1.525.000   | 98,6        | 263        | 216        | 47         | 5.716                     |         | 82        | 635       | 89         |
| 2003 | 1.527.500   | 1.550.000   | 98,5        | 267        | 220        | 47         | 5.720                     |         | 95        | 648       | 90         |
| 2004 | 1.557.000   | 1.580.000   | 98,5        | 271        | 236        | 35         | 5.745                     |         | 68        | 655       | 94         |
| 2006 | 1.599.000   | 1.622.000   | 98,6        | 293        | 232        | 61         | 5.457                     | 1       | 90        | 670       | 99         |
| 2012 | 1.665.795   | 1.709.230   | 97,5        | 306        | 267        | 39         | 5.443                     | 1       | 57        | 669       | 108        |
| 2015 | 1.687.045   | 1.732.340   | 97,4        | 310        | 270        | 40         | 5.442                     | 1       | 58        | 675       | 109        |
| 2018 | 1.735.921   | 1.794.171   | 96,8        | 318        | 275        | 43         | 5.458                     |         | 59        | 481       | 120        |
| 2020 | 1.450.123   | 1.547.498   | 93,7        | 357        | 319        | 38         | 4.061                     |         | 54        | 470       | 125        |
| 2022 | 1.520.287   | 1.652.277   | 92,0        | 355        | 322        | 33         | 4.282                     |         | 69        | 652       | 125        |